# Kahlersberg
Der Kahlersberg ist ein 2350 m ü. NHN hoher Berg im Hagengebirge in den Berchtesgadener Alpen an der Grenze zwischen Deutschland (Bayern) und Österreich (Salzburg).
Von Westen führt ein steiler, markierter Steig (Weg 496) durch das Mausloch zum Gipfel.
Von Südwesten, aus dem Landtal, kann man den Gipfel über den Eisenpfad, einen stellenweise sehr steilen Steig mit alten Markierungen, erreichen.
Eine weglose Abstiegsvariante führt aus dem sogenannten Fensterl, einer Scharte mit einer markanten, kleinen Grube (rechts im Bild die vierte Scharte links des Gipfels), nördlich in die Senke zwischen Kahlersberg und Hochseeleinkopf hinab. Dieser Abstieg führt größtenteils über steiles Geröll.
Unterhalb des Kahlersberges liegt der Seeleinsee.